# Lucy, the Daughter of the Devil
Lucy, the Daughter of the Devil è una serie televisiva animata statunitense del 2007, creata e diretta da Loren Bouchard e prodotta da Williams Street con Loren Bouchard L.L.C. e Fluid Animation.
La serie è caratterizzata da un disprezzo generale per l'ortodossia religiosa, un umorismo surreale e sfondi bizzarri, presentando temi dell'orrore e sentimentali. Il suo stile grottesco e, come descritto da Bouchard, cinematografico e lo-fi ha reso la serie un cult tra i telespettatori.
La serie è stata trasmessa per la prima volta negli Stati Uniti su Adult Swim il 30 settembre 2005 con l'episodio pilota. Successivamente la serie è stata trasmessa dal 9 settembre all'11 novembre 2007, per un totale di 11 episodi ripartiti in una stagione.

## Trama
La serie segue le avventure di una giovane ragazza di nome Lucy, una ventunenne di San Francisco che si è diplomata in una scuola d'arte e che attualmente lavora al Tequila Sally's, un ristorante messicano di proprietà di suo padre, il Diavolo. Lucy è sotto pressione da suo padre, il quale l'ha ordinata di compiere il suo destino di Anticristo e di sposare un influente senatore degli Stati Uniti determinante nel suo piano per realizzare l'apocalisse. Nel frattempo la ragazza è coinvolta in una relazione con DJ Jesús, giunto nel suo secondo avvento e poco accettato dal Diavolo che cerca continuamente di ucciderlo invano. Tuttavia il DJ è l'unico ad essere a conoscenza del corretto funzionamento della macchina del karaoke al Tequila Sally's e viene risparmiato.
Mentre il Diavolo continua la sua ricerca per la conquista del mondo con l'aiuto del suo avvocato Becky, il Vaticano ha mandato in missione un gruppo di forze speciali ecclesiastiche chiamato "Clero Speciale", composto da due sacerdoti e una suora, per recarsi a San Francisco e impedire la fine del mondo assassinando Lucy.

## Episodi
| Stagione       | Episodi | Prima TV USA | Prima TV Italia |
| -------------- | ------- | ------------ | --------------- |
| Prima stagione | 11      | 2005-2007    | inedita         |

## Personaggi e doppiatori

### Personaggi principali
- Lucy, doppiata da Jessi Klein (ep. pilota) e Melissa Bardin Galsky. Descritta come l'Anticristo, è figlia del Diavolo e di una donna senza nome che ha richiesto in cambio una Datsun 280 ZX. Giovane donna apparentemente normale con due piccole corna da diavolo, si è diplomata alla scuola d'arte ma non ha mai raggiunto un percorso professionale stabile, portandola invece ad aiutare suo padre nelle sue imprese alla conquista del mondo. Talvolta lavora come barista nel suo ristorante Tequila Sally's. Ha una relazione con DJ Jesús, il quale la aiuta nelle sue peripezie e cerca di avvicinarla a suo padre.
- DJ Jesús, doppiato da Jon Glaser. Giunto sulla Terra come parte del suo secondo avvento, è un DJ e messia egocentrico dall'accento ispanico nonché nuovo fidanzato di Lucy. Si diletta nella scrittura e aspira a diventare un grande artista. È odiato dal Diavolo sebbene sia l'unico che risparmia poiché è a conoscenza del funzionamento della macchina del karaoke al Tequila Sally's.
- Il Diavolo / Satana, doppiato da H. Jon Benjamin. Sebbene rappresenti la figura del male puro, si dimostra essere più giocoso e cattivo che malevolo ed è disposto a conquistare lentamente il mondo attraverso i suoi piani. Solitamente cerca di uccidere Jesús quando gli si presenta la possibilità, accontentandosi talvolta di farlo allontanare o permettendogli di vivere se crede di poterne beneficiare. Spesso indossa un maglione.

### Personaggi secondari
- Becky, doppiata da Melissa Bardin Galsky.

Definita come l'Avvocato del Diavolo, Becky funge da assistente personale e manager di quest'ultimo. Spesso è infastidita dalla fantasia del Diavolo e dai suoi piani. La sua testa è un teschio senza carne. Inizialmente viene suggerito che Becky sia la madre di Lucy.
- Judas, doppiato da H. Jon Benjamin.

L'aiutante personale di DJ Jesús che lo aiuta durante i set. Tra le sue responsabilità c'è quella di tenere costantemente la troupe televisiva intorno al DJ.
- The Special Clergy.
  - Giuseppe Cantalupi, doppiato da H. Jon Benjamin.
  - Benetti, doppiato da Sam Seder.
  - Mary, doppiata da Eugene Mirman.

- Senatore Robert "Bob" Whitehead, doppiato da Sam Seder. Un influente senatore degli Stati Uniti con ambizioni presidenziali che deside mettersi con Lucy. Sa come farsi notare dai media, tuttavia il suo brutto carattere gli crea problemi.
- Ethan, doppiato da Todd Barry.

## Produzione

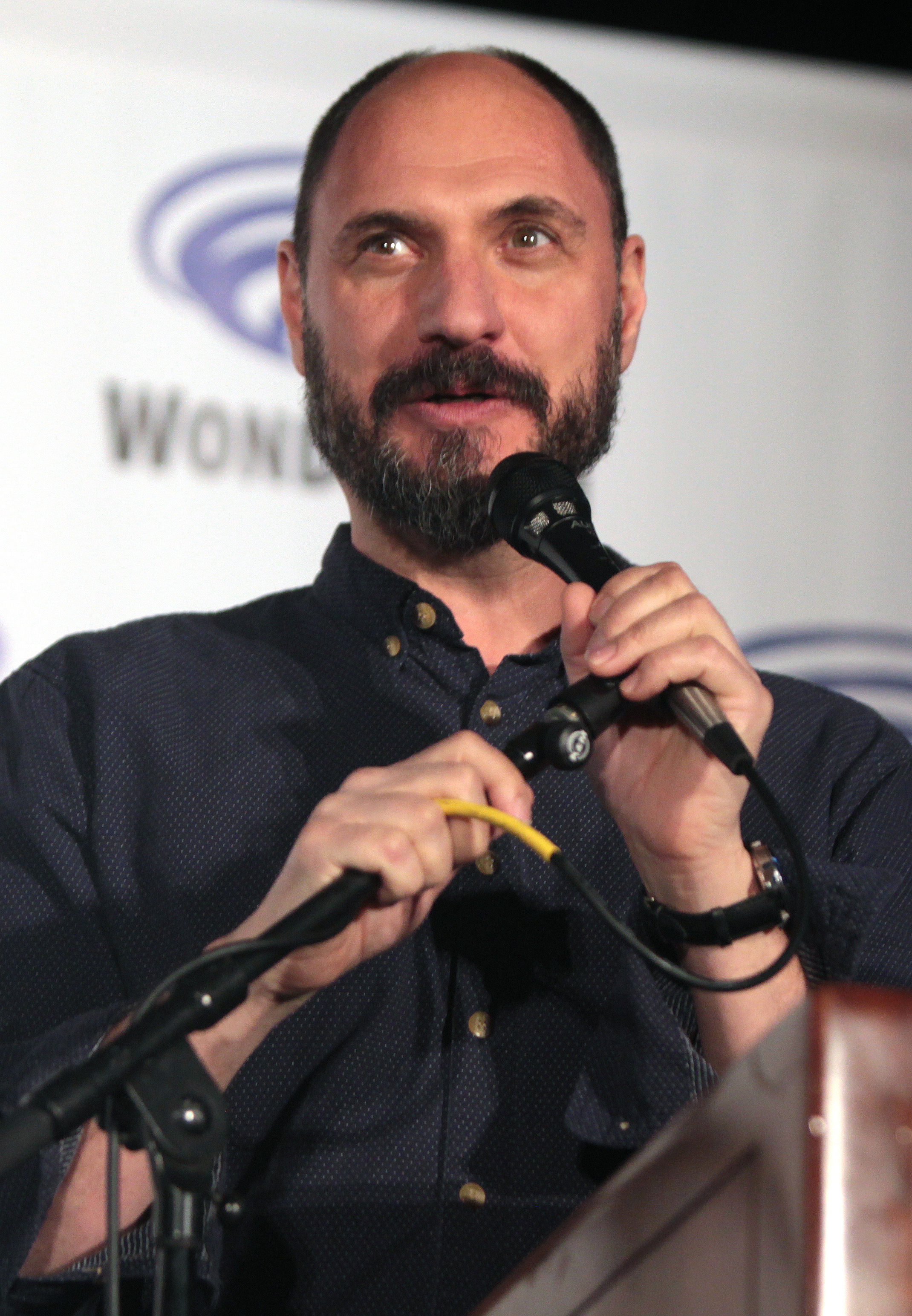
Loren Bouchard, creatore, direttore e sceneggiatore di Lucy, the Daughter of the Devil

La fase di produzione della serie è stata realizzata a San Francisco e ha richiesto tre settimane per scrivere le sceneggiature, un giorno di registrazione per doppiare i personaggi, circa tre o quattro settimane per l'editing audio e altre due o tre settimane per gli storyboard. Successivamente si creano i modelli virtuali per circa due settimane con Fluid Animation, altre tre settimane di animazione approssimativa, poi dalle due alle quattro settimane per definire l'animazione fino al suo stato finale e alla trasmissione televisiva. Durante tutta questa fase, che richiede circa quattro mesi e mezzo complessivi, è intervallata dalla produzione di altri episodi, ognuno in diversa fase di produzione. L'animazione è stata realizzata in CGI dalla Fluid Animation, la quale lavorava contemporaneamente su tre episodi durante la sua pipeline. A parte l'episodio pilota, ogni episodio della serie è stato sceneggiato dal creatore Loren Bouchard e Holly Schlesinger, una sua collaboratrice di lunga data.
L'episodio pilota He's Not the Messiah, He's a DJ è stato trasmesso per la prima volta il 30 ottobre 2005. Dopo circa 2 anni e diverse repliche, la serie è stata presa in considerazione per un'intera stagione, che è stata trasmessa dal 9 settembre 2007. Sebbene la serie fosse in formato 4:3, sono presenti delle barre nere nella parte superiore e inferiore dello schermo, facendola apparire come una serie in 16:9. A volte, personaggi e oggetti apparivano da dietro le barre nere.
Sono state apportate alcune modifiche tra l'episodio pilota e la serie completa. La voce di Lucy fu cambiata da Jessi Klein a Melissa Bardin Galsky; il terzo personaggio Padre Speciale, un uomo di colore senza un occhio, fu scartato e sostituito con Sorella Speciale; inoltre la copertina di Maneater usata come musica d'apertura è stata sostituita per le repliche. Inoltre secondo Bouchard, il personaggio di DJ Jesùs è stato reso "meno hippy" per volontà del network, mentre Lucy è stata posta "leggermente indietro rispetto al suo ruolo di protagonista", facendo apparire più frequentemente Satana e DJ Jesùs.

## Distribuzione

### Trasmissione internazionale
- 30 ottobre 2005 negli Stati Uniti d'America su Adult Swim;
- 3 settembre 2008 in Canada su Teletoon at Night;[11]
- 5 settembre 2009 in Germania su TNT Serie;
- 26 marzo 2010 in Spagna su Adult Swim;[12]
- 27 maggio 2010 in Russia su 2x2.
- In America Latina su I.Sat;

### Edizioni home video
| Stagione       | Episodi | Data di pubblicazione DVD | Data di pubblicazione DVD | Data di pubblicazione DVD |
| Stagione       | Episodi | Regione 1                 | Regione 2                 | Regione 4                 |
| -------------- | ------- | ------------------------- | ------------------------- | ------------------------- |
| Prima stagione | 11      | ottobre 2011              | 4 ottobre 2013            | 15 giugno 2011            |

## Accoglienza
Scout Davidson di Common Sense Media ha dato alla serie un voto di quattro stelle su cinque, affermando che la serie contiene "scene di rapporti sessuali non espliciti, droghe, violenza improvvisa, parolacce e irriverenza religiosa oltre ad avere rapidi riferimenti alla cultura pop e commenti sociali ironici".